# Nesserlander Schleuse
Die Nesserlander Schleuse ist eine Schleuse von der Tidenems zum Emder Binnenhafen und zum Ems-Jade-Kanal. Sie liegt im Emder Stadtteil Port Arthur/Transvaal.

## Geschichte
Die Nesserlander Schleuse wurde am 5. Juni 1888, im Dreikaiserjahr, eröffnet. Sie ersetzte eine 1845 errichtete Sperrschleuse, durch die bei jeder Flut viel Schlick in den Hafen gelangte. Die neue Kammerschleuse machte den Emder Binnenhafen tidenunabhängig und sie verringerte gleichzeitig den Schlickeintrag.
Nach über 100 Betriebsjahren wurden um die Jahrtausendwende Überlegungen angestellt, mit welchen Baumaßnahmen man die Betriebsdauer der Schleuse verlängern könnte. Dabei spielte der Schutz vor Sturmfluten eine wichtige Rolle. Durch die Inbetriebnahme des Emssperrwerks wurden in Emden höhere Wasserstände erwartet, was am 1. November 2006 durch den Orkan „Britta“ nachhaltig bestätigt wurde.
Mitte 2007 legte Niedersachsen Ports, als Nachfolger des Emder Hafenamts, eine auf 44 Millionen Euro geschätzte „große Lösung“ vor. Nach einigen Konflikten und einer fehlerhaften Ausschreibung stiegen die Schätzkosten auf 68 Millionen Euro und der Begriff der „Ostfriesischen Emsphilharmonie“ kam auf. Am 20. Mai 2009 genehmigte das Niedersächsische Ministerium für Wirtschaft, Arbeit und Verkehr dann eine zweite Ausschreibung.
Nachdem die Nesserlander Schleuse bereits fünf Jahre außer Betrieb war, wurde im Sommer 2011 endlich mit der Pfahlgründung begonnen. Im weiteren Verlauf stellte sich heraus, dass die alte Bausubstanz nicht integriert werden konnte. Darüber hinaus sorgten Düker im Hafengrund für weitere Verzögerungen. Beim Schutz der Düker stieß man dann auch noch auf eine artesische Quelle und es musste unter Wasser weiter gebaut werden. Die Kosten wurden durch diese zusätzlichen Maßnahmen im April 2014 auf insgesamt 120 Millionen Euro beziffert.
Am 18. Oktober 2016 konnten die ersten Schleusentore in das neue Außenhaupt eingesetzt werden. Die Arbeiten konnten planmäßig abgeschlossen werden, die erste Schleusung erfolgte am 22. Dezember 2017. Die gesamte Baumaßnahme wird 2018 abgeschlossen werden. Der reguläre Betrieb wird am 16. April 2018 aufgenommen.

## Brücke

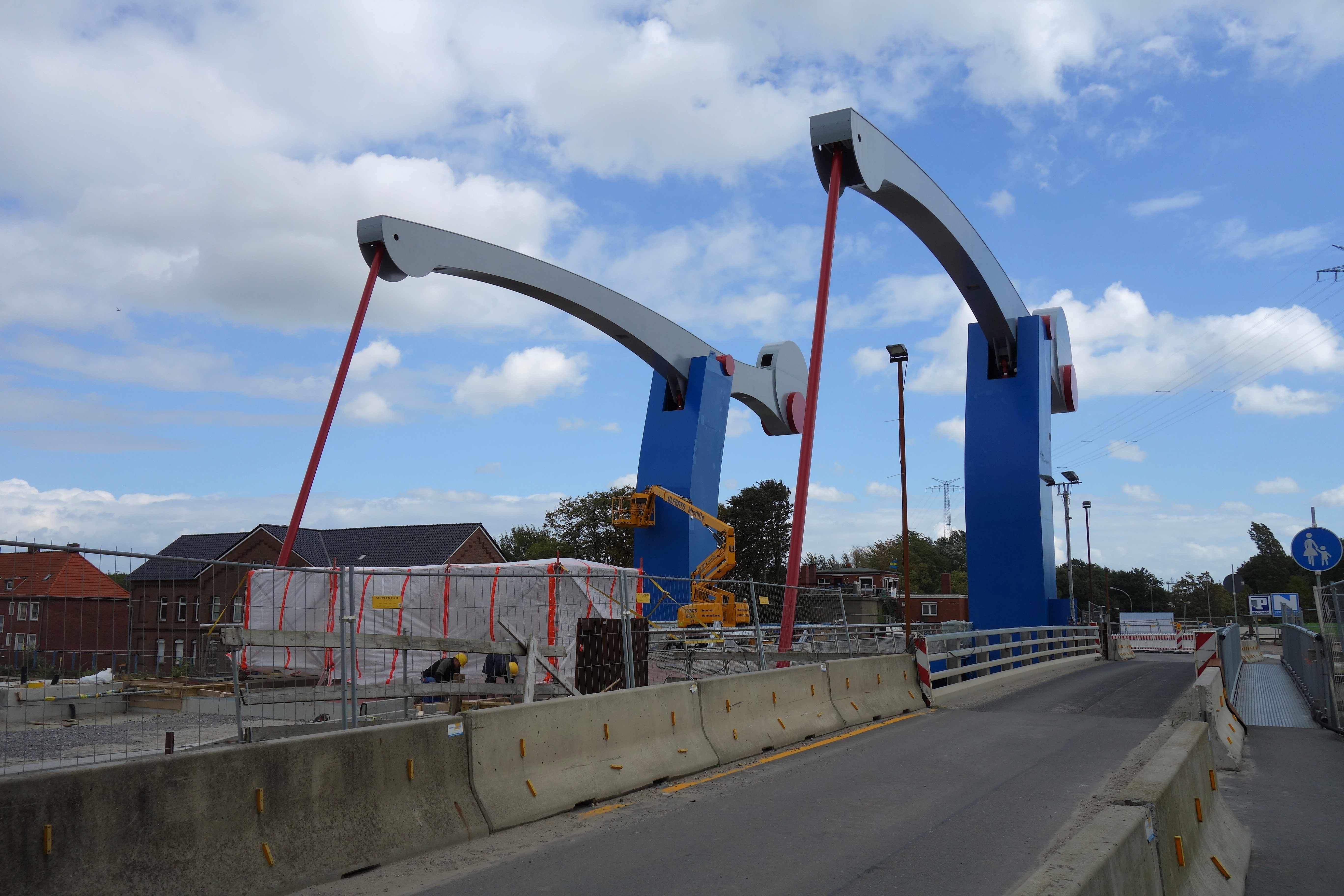
Die neue Klappbrücke im Bau

Da die nutzbare Breite der Nesserlander Schleuse durch den Neubau auf 18 Meter erweitert wurde, musste auch die Brücke angepasst werden. Das Hebewerk der neuen Klappbrücke besteht aus zwei 14,5 m hohen Pylonen mit entsprechenden Waagebalken, die die 120 t schwere Brückenklappe bei einer Schleusung anheben können.